# 工农水库 (北安)
工农水库是中国黑龙江省黑河市北安市境内的一座水库，位于轱辘滚河上，建于1973年。水库正常库容为1300万立方米，集雨面积为92平方千米，海拔为272.2米。